# Arnulfo Valentierra
Arnulfo Valentierra Cuero (né le 16 août 1974 à Barranquilla en Colombie) est un footballeur international colombien, qui évoluait au poste de milieu de terrain.

## Biographie

### Carrière en sélection
Avec l'équipe de Colombie, il dispute 11 matchs (pour aucun but inscrit) entre 1999 et 2004. 
Il figure notamment dans le groupe des sélectionnés lors de la Coupe des confédérations de 2003. Lors de cette compétition, il joue quatre matchs : contre la Nouvelle-Zélande, le Japon, le Cameroun et la Turquie. Son équipe se classe 4e du tournoi.

## Palmarès
Once Caldas
- Championnat de Colombie :
  - Meilleur buteur : 2003 (Ouverture).